# Baarlo (Steenwijkerland)
Baarlo is een buurtschap in de gemeente Steenwijkerland, in de Kop van Overijssel, in de Nederlandse provincie Overijssel.

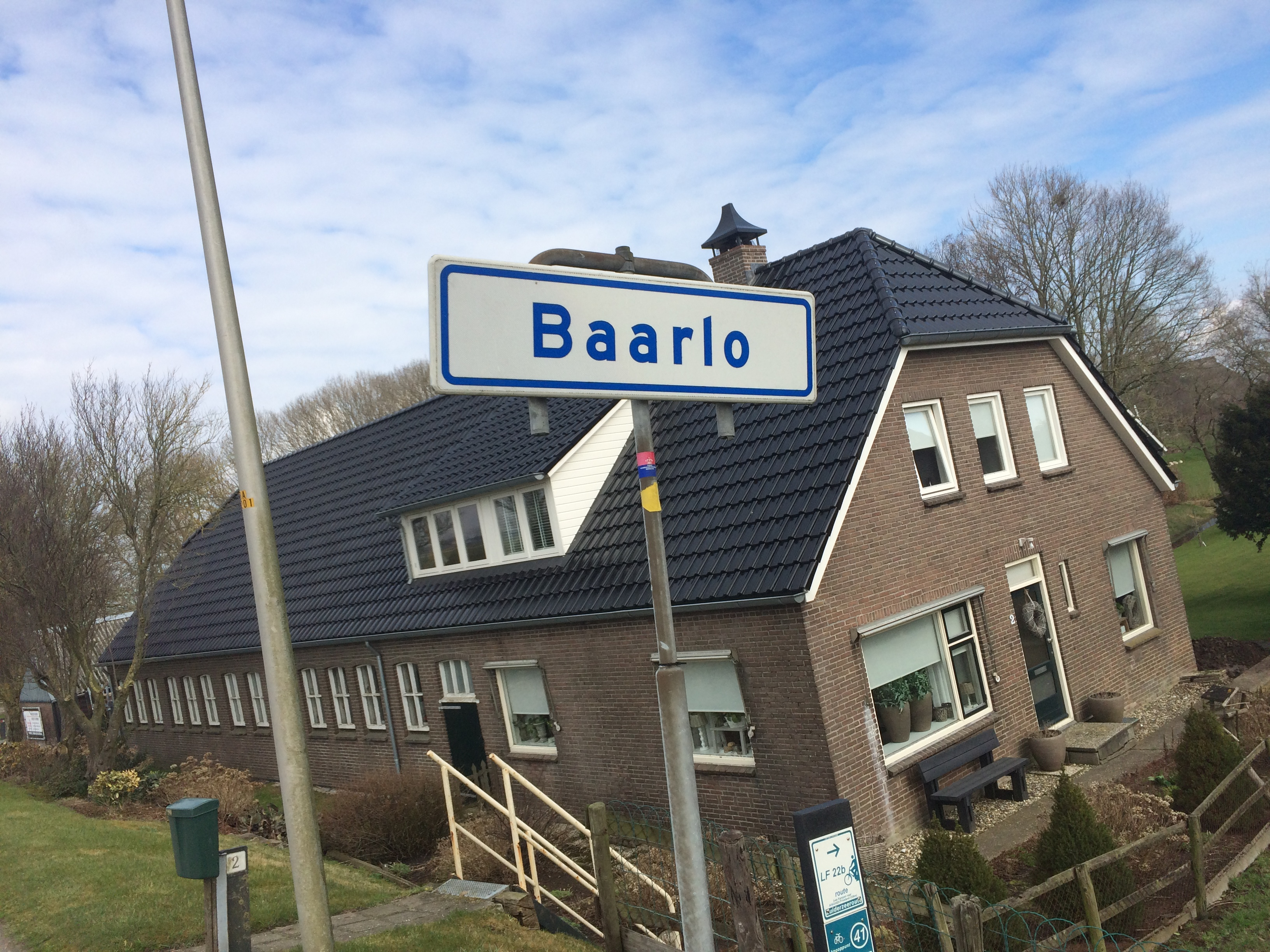

Sinds de middeleeuwen stond er in Baarlo een kapel, die dienstdeed als kerk voor de inwoners van Baarlo, Kuinderdijk, Blokzijl en omgeving. Nadat Blokzijl in 1609 een eigen kerk bouwde deed de kapel nog dienst als kapel voor de begraafplaats. Na de stormvloed van 1825 werd de kapel zwaar beschadigd. In 1836 werd de kapel voor afbraak verkocht. De oude begraafplaats bleef gehandhaafd en behoort toe aan de protestantse gemeente van Blokzijl.

## Omgeving
Baarlo is vroeger een dorp geweest. In de buurt ligt de plaats Blokzijl, nabij de provinciale weg N333 tussen Marknesse en Steenwijk, en de plaatsen Muggenbeet, Scheerwolde en Wetering.